# Cristel Braak
Cristel Braak (Velsen, 24 april 1960 – München, 29 september 2013) was een Nederlands actrice.

## Levensloop
Braak groeide deels op in Tanzania en woonde in haar jeugd in Schoorl. Ze doorliep de middelbare school in Amsterdam. Ze was model voor David Hamilton. Haar eerste belangrijke rol was in de film Kort Amerikaans. Ze speelde in Nederland in diverse televisie-series en films.
Eind jaren tachtig vertrok ze naar Duitsland om daar voortaan achter de schermen te werken. Ze werkte als choreograaf en regie-assistent, onder meer bij de films L'As des as en Christiane F. - Wir Kinder vom Bahnhof Zoo.
Braak stierf na een lange periode van ziekte op 53-jarige leeftijd aan eierstokkanker.

## Filmografie (selectie)
- Kort Amerikaans
- Cassata
- De Lemmings
- Maya
- Het Oponthoud
- De zwarte ruiter
- Herenstraat 10
- Fabian